# Stadtbibliothek Herford
Die Stadtbibliothek Herford ist die kommunale Hauptbibliothek in der ostwestfälischen Stadt Herford in Nordrhein-Westfalen. Im Erich-Gutenberg-Haus am Linnenbauerplatz mitten im Zentrum von Herford stellt sie auf drei Etagen ein breites Medienangebot von über 80.000 Medien für Beruf, Weiterbildung, Freizeit und Unterhaltung zur Ausleihe und Vor-Ort-Nutzung zur Verfügung.

## Geschichte
Im Jahr 1896 wurde die Stadtbibliothek als „Städtische Volksbibliothek und Lesehalle“ am Wilhelmsplatz mit einem Bestand von 180 Bänden gegründet. 
Nach mehrmaligem Umzug wurde die Bibliothek 1962 als Freihandbibliothek in den neuen Räumen des Bürohochhauses an der  Berliner Straße unter der neuen Leitung von Diplom-Bibliothekar Wilhelm Neumann wiedereröffnet. 
Im Jahr 1982 zog die Stadtbibliothek mit einem Bestand von 42.000 Bänden an ihren heutigen Standort in das 1885 erbaute Fabrikgebäude der ehemaligen Möbelfabrik Kopka am Linnenbauerplatz 6, das 1981 in die Denkmalliste der Stadt Herford aufgenommen worden war. 1998 erhielt das Gebäude in Erinnerung an den in Herford geborenen Betriebswirtschaftler Erich Gutenberg den Namen Erich-Gutenberg-Haus.
2004 eröffnete das Lesercafé „Leselust“ im Erdgeschoss und 2011 zogen die Theaterkasse und der Tourist-Information mit in das Gebäude ein. Die Tourist-Information zog 2019 in die Kleine Markthalle am Rathausplatz.

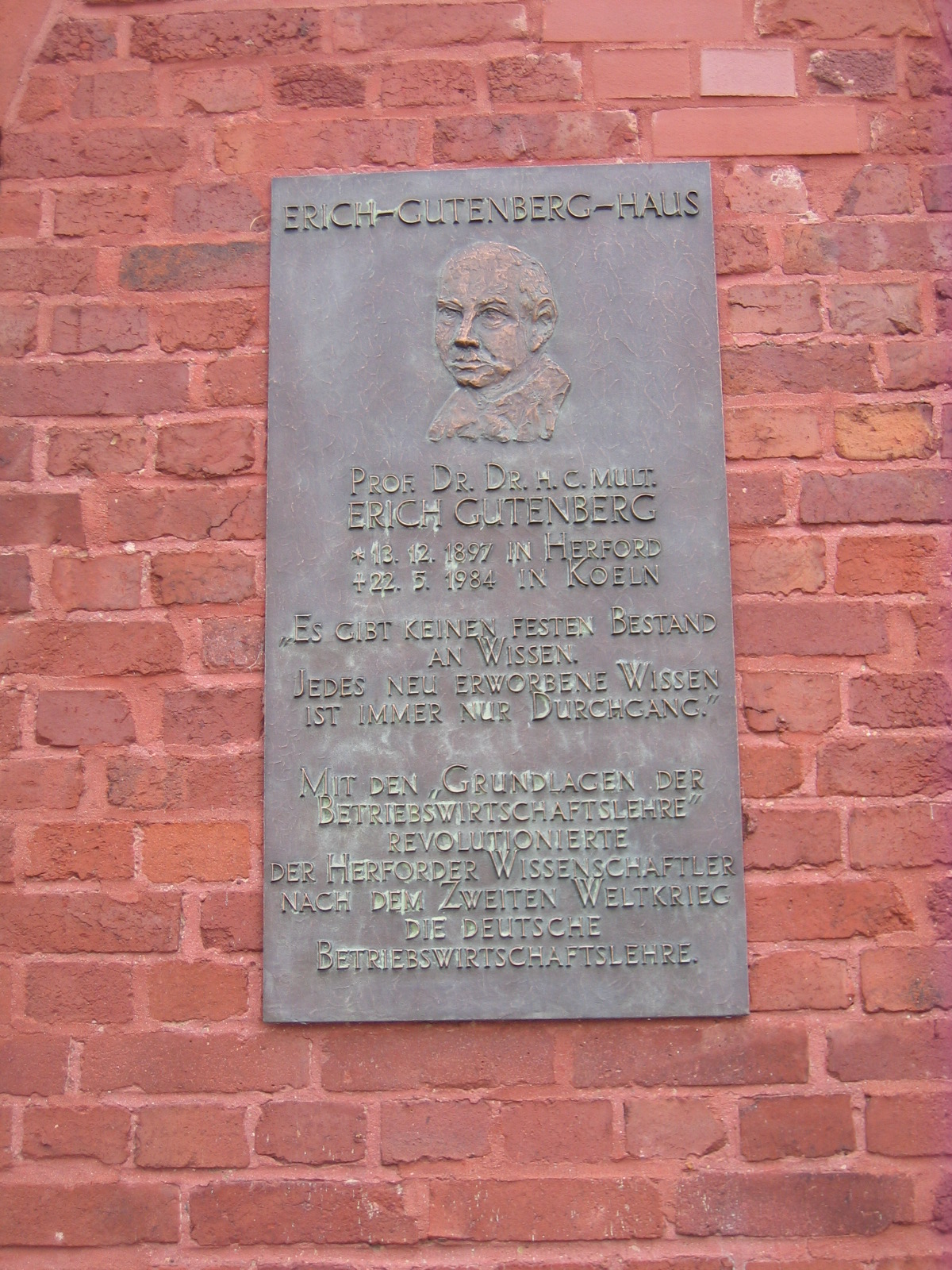
Gedenktafel für Erich Gutenberg an der Stadtbibliothek, geschaffen von Marianne Bleeke-Ehret

## Das Gebäude am Linnenbauerplatz
Der Herforder Architekt Gustav König (1853–1926), von dem auch die Herforder Motorenfabrik König stammt, entwarf das 1885 erbaute viergeschossige Backsteingebäude im hinteren Teil der Hämelinger Straße. Nach der Zuschüttung der Bowerre in den 1970er-Jahren erhielt es die Adresse Linnenbauerplatz 6. 1973 erwarb die Stadt das Gebäude, das zwischen 1979 und 1981 zur Stadtbibliothek umgebaut wurde. Innerhalb des Hauses sind noch die Produktionssäle zu erahnen, und auch die preußischen Kappendecken und die Außenmauern mit den vielen Eisenfenstern zeigen deutlich die frühere Nutzung. Daran und an den ehemaligen Besitzer erinnert heute noch der Giebelschmuck an der Seite des Linnenbauerplatzes. Ein aufgeputztes Schild trägt die Inschrift Gustav Kopka, Zirkel und Dreieck symbolisieren den Beruf des Schreinermeisters.

## Kennzahlen
Die Kennzahlen für das Jahr 2016 sind der folgenden Tabelle zu entnehmen:
| Gesamtbestand | Gesamtausleihe | Zeitungs- und Zeitschriften-Abos | Veranstaltungen | Führungen | Besucher |
| ------------- | -------------- | -------------------------------- | --------------- | --------- | -------- |
| 84.229        | 301.406        | 59                               | 41              | 51        | 97.904   |

## Veranstaltungen und Kooperationen
Die Stadtbibliothek bietet das ganze Jahr über zahlreiche Veranstaltungen an. Dazu gehören beispielhaft Lesungen, E-Book-Sprechstunden und Vorleseaktionen für Kinder.
Sie kooperiert im Sinne ihres Leitbildes mit zahlreichen Vereinen und Unternehmen. Hierzu gehören unter anderem die Bürgerstiftung Herford, der Verein Chancenreich e.V., EMMA, die Erich-Gutenberg-Gesellschaft, das Studieninstitut der Fern-Uni Hagen und die Volkshochschule im Kreis Herford.
Unter der Bezeichnung Buch.Bar gibt es zusätzlich einen Förderverein.